# Press to Play
Albums de Paul McCartney
Give My Regards to Broad Street
(1984) All the Best!
(1987)
Press to Play est un album studio de Paul McCartney sorti en 1986. Il s'agit de son sixième album en solo. Il marque son retour à des disques plus construits après la bande originale Give My Regards to Broad Street deux ans plus tôt. Comme pour ses albums précédents, McCartney fait appel à des artistes renommés. Si l'album est principalement marqué par son partenariat avec Eric Stewart, Paul a invité des musiciens tels que Phil Collins, Pete Townshend, Carlos Alomar.
L'album se distingue également de ses prédécesseurs : McCartney ne collabore plus avec le producteur George Martin qui s'était chargé des trois albums précédents. Paul tente également de découvrir de nouvelles sonorités et a notamment recours à l'informatique pour agrémenter sa musique.
Il est cependant assez mal perçu par la critique. Il devient disque d'or au Royaume-Uni, où il atteint la huitième place des charts, mais ne monte qu'en trentième place aux États-Unis.
Quatre singles sont extraits de cet album; Press, avant la sortie de l'album, puis Pretty Little Head, Stranglehold (uniquement aux Etats-Unis) et enfin Only Love Remains, dans une nouvelle version remixée.

## Liste des chansons
Compositions de Paul McCartney et Eric Stewart, sauf indications contraire.
1. Stranglehold  3:35
2. Good Times Coming / Feel the Sun (Paul McCartney) 4:54
3. Talk More Talk (Paul McCartney) 5:17
4. Footprints 4:31
5. Only Love Remains (Paul McCartney) 4:12
6. Press (Paul McCartney) 4:42
7. Pretty Little Head 5:12
8. Move Over Busker 4:04
9. Angry 3:35
10. However Absurd 4:55
11. Write Away 2:59
12. It's Not True (Paul McCartney) 5:52
13. Tough On a Tightrope  4:42
14. Spies Like Us* (Paul McCartney) 4:45
15. Once Upon a Long Ago* (Paul McCartney) 4:37

Les chansons marquées d'un astérisque sont des chansons bonus sur la remasterisation cd.
À noter que l'édition originale en vinyle (33 tours) ne contenait que les 10 premiers titres. Les chansons 11, 12 et 13 n'étaient présentes que sur la version cd sortie simultanément.

## Fiche technique

### Musiciens
- Selon le livret inclut avec l'album :
- Paul McCartney : chant, chœurs, piano, claviers, synthétiseur, guitare acoustique, guitare électrique, basse
- Nick Glennie-Smith : claviers
- Eddie Rayner : claviers
- Simon Chamberlain : piano acoustique, piano électrique Baby Grand
- Eric Stewart : guitares acoustique et électrique, claviers, chœurs
- Pete Townshend : guitare électrique sur Angry
- Carlos Alomar : guitares acoustique et électrique
- Phil Collins : batterie, percussions sur Angry
- Jerry Marotta : batterie, percussions
- Graham Ward : batterie, percussions
- Ray Cooper : percussions
- Gavin Wright : violon
- John Bradbury : violon
- Nigel Kennedy : violon solo sur Once Upon a Long Ago
- Tony Visconti : arrangements orchestraux sur Only Love Remains
- Anne Dudley : arrangements orchestraux sur However Absurd
- Dick Morrissey : saxophone ténor
- Lennie Picket : saxophone alto, saxophone ténor
- Gary Barnacle : saxophone
- Kate Robbins : chœurs
- Ruby James : chœurs
- Linda McCartney : chœurs, chant, soliloque sur Talk More Talk
- James McCartney : soliloque sur Talk More Talk
- Eddie Klein : soliloque sur Talk More Talk
- John Hammel : soliloque sur Talk More Talk
- Matt Howe : soliloque sur Talk More Talk
- Steve Jackson : soliloque sur Talk More Talk

## Autour de l'album
- Les treize premières chansons ont été produites par Paul McCartney et Hugh Padgham.
- Spies like us a été produit par Paul McCartney, Hugh Padgham et Phil Ramone.
- Once upon a long ago a été produit par Phil Ramone.
- L'ingénieur du son est Hugh Padgham.
- L'orchestration de la chanson Only love remains a été assurée par Tony Visconti, celle de However absurd par Anne Dudley.
- Once upon a long ago a été arrangé par George Martin, et le solo de violon est signé Nigel Kennedy[1].
- La photographie de la pochette a été effectuée par George Hurrell avec le même boîtier photographique qu'il utilisait à Hollywood dans les années 1930 et 1940[2].